# 無防備都市
『無防備都市』（むぼうびとし、イタリア語: Roma città aperta）は、ロベルト・ロッセリーニ監督による白黒フィルムで撮影されたイタリアの映画であり、ネオレアリズモを代表する映画の一つ。カンヌ映画祭で、特別賞を受賞している。

## 概要
イタリアの原題は、「開かれた都市ローマ」の意味。
ドイツ軍占領下のローマの記録であり、不屈の信念を持った対独レジスタンスの活動を描いている。映画は開幕から夜間のドイツ軍の不気味な行進、ドイツ軍による家宅捜索と、緊迫感をたたえている。
世界中で評価され、この映画を観たハリウッドの大スター、イングリッド・バーグマンが監督のロッセリーニに手紙を書き、夫と子供を捨てて不倫関係に至った。
1950年度のキネマ旬報ベスト・テン4位。スティーヴン・ジェイ・シュナイダーの『死ぬまでに観たい映画1001本』にも掲載されている。また、Rotten Tomatoesの支持率100%の映画のうちの１つでもある。

## ストーリー
第二次世界大戦末期、イタリアは連合軍に降伏、今まで同盟国だったドイツ軍が制圧中のローマ。レジスタンスの指導者で共産党員で国民解放委員会の幹部のマンフレーディはゲシュタポの追跡を逃れ、資金調達のためローマに来る。警戒が厳しく、結局神父ドン・ピエトロに本に入った資金の配送を依頼、同志の印刷工フランチェスコにかくまってもらう。子供たちもレジスタンスに関わっている。
フランチェスコとピーナの結婚式の日、アパート全体がナチに囲まれ、神父は子供が隠していた爆弾を見つからないようにする。マンフレーディは逃げたが、フランチェスコら同志は捕えられ、それを追ったピーナは路上で巡視兵に射殺される。捕えられた同志たちは途中でレジスタンスの同志に救出され、マンフレーディとフランチェスコはマンフレーディの恋人で女優のマリーナのアパートに逃げこむ。彼女はゲシュタポの婦人部員の陰謀で、同性愛と麻薬中毒になっている。ゲシュタポの隊長ベルグマン少佐は逃げたレジスタンスを必死に追い、ゲシュタポ婦人部長のイングリットは麻薬を餌にマンフレーディの恋人マリーナに近づき、彼女に密告をさせる。
神父の手引きで別の隠れ家に行く途中、マリーナの通報でナチに襲われ、神父とマンフレーディたちが捕まる。神父の目前でマンフレーディはゲシュタポの凄惨な拷問にあう。「拷問に耐えたら支配民族のドイツ人と同じだと思ってイタリア人を見直す」と豪語する少佐に対して将校は「みな同じだ。この戦争は憎悪を生む」という。一言も自白せずに息絶えたマンフレーディを見てマリーナは気絶。婦人部員は彼女の毛皮のコートを奪い、書記官は「これが支配民族か」とつぶやく。神父もいちいち気に食わないと反逆罪に問われる。遥かサン・ピエトロ寺院の円蓋の見える丘で、神父は「彼らを赦したまえ」と言いながら銃殺され、それを見ていた少年たちは黙々と刑場から立ち去る。

## キャスト
| 役名                                   | 俳優                           | 日本語吹替 | 日本語吹替   |
| 役名                                   | 俳優                           | 東京12ch版 | テレビ朝日版 |
| -------------------------------------- | ------------------------------ | ---------- | ------------ |
| ドン・ピエトロ・ペレグリニ神父（司祭） | アルド・ファブリーツィ         | 大宮悌二   | 石田太郎     |
| ピーナ                                 | アンナ・マニャーニ             | 森ひろ子   | 吉田理保子   |
| ジョルジオ・マンフレーディ             | マルチェロ・パリエーロ         | 宮部昭夫   | 玄田哲章     |
| フランチェスコ                         | フランチェスコ・グランジャッケ | 小林清志   | 塚田正昭     |
| マリーナ・マリー                       | マリア・ミーキ                 | 幸田弘子   | 高島雅羅     |
| ベルグマン少佐                         | ハリー・ファウスト             | 藤岡琢也   | 寺島幹夫     |
| イングリッド                           | ジョヴァンナ・ガレッティ       | 阿部寿美子 | 鳳芳野       |
| マルチェロ                             | ヴィト・アニチアリコ           | 浅井淑子   | 清水康晴     |
| ハルトマン                             | ジョウプ・ヴァン・フルツェン   |            |              |

- テレビ版1：放送日1968年5月16日『木曜洋画劇場』他[注釈 1]
  - その他吹替：水島晋、八奈見乗児、松村彦次郎、北村弘一、永井一郎、高塔正康、杉田俊也、和田啓
- テレビ版2：初回放送1983年6月25日 テレビ朝日 『ウィークエンドシアター』
  - その他吹替：小滝進、鈴木れい子、郷里大輔、加藤正之、大山高男、伊井篤史、片岡富枝、牧章子、楠正通、滝沢久美子、杉元直樹、池田真、中沢桂仁、土方結香
  - 演出：蕨南勝之、翻訳：宇津木道子、調整：山田太平、効果：赤塚不二夫・PAG、制作：ザック・プロモーション

## 製作
『無防備都市』の伝説の一つに、この映画はドイツ占領下にナチの目を盗んで秘かに撮影された為、緊迫した状況から、ドキュメンタリー・フィルムを見るような迫力が生まれたのだという説明がしばしばされてきた。しかし『無防備都市』のアイディアが生まれたのは1944年の夏であり、ローマはこの年の6月に既に解放されている。
ドイツ軍占領下の1943年の夏、ロッセリーニは別の映画を撮影していた。それは『貨物駅』というタイトルの映画だった。この映画はローマのサン・ロレンツォ地区でロケする予定だった。ところが、サン・ロレンツォが空襲されたので撮影は中断された。ストーリーは変更せざるを得なくなり、タイトルは『断念』と変えられた。9月の休戦協定の後、撮影は再び中断され、ロッセリーニはこの映画を放棄した。後にこの映画は『無防備都市』でレジスタンスの不屈の闘士マンフレーディを演じたマルチェロ・パリエーロが完成させ、1946年に『欲望』という題名で公開された。この映画は下品で不健全という理由で18歳未満入場禁止になり、さらに封切りの翌日、当局に押収され、カットされた。この映画の主役はエッリ・パルヴォとマッシモ・ジロッティが出ているせいか、ルキノ・ヴィスコンティの『郵便配達は二度ベルを鳴らす』（1942年）の亜流だという人もいる。
映画『断念』を放棄した後、ローマ解放後の1944年の夏に、ロッセリーニは友人のセルジォ・アミデイと新しい映画のアイディアを温めていた。
ローマの軽食堂でロッセリーニとアミデイが会って話しているうちに一つのオムニバス映画のアイデアが浮かび上がってきた。それはドイツ軍占領下のローマ市民の厳しい生活を描いたものであった。そこにナポリ出身ジャーナリスト、アルベルト・コンシリオがドン・パッパガッロ神父の話を入れたらどうかと提案した。ドン・パッパガッロは、パルチザンのために贋の身分証明書を作って処刑された司祭だった。そして、さらにパッパガッロ神父の話にドン・モローニの話を組み合わせた。ドン・モローニはレジスタンスに荷担したためにドイツ軍に処刑された。こうしてドン・ピエトロ神父のキャラクターが誕生した。
セルジョ・アミデイは、当時、非合法出版だったイタリア共産党の機関紙「ウニタ」に載っていたニュースに目を付けた。ローマのジューリオ・チェーザレ通りでテレーザ・グッラーチェという妊婦がドイツ軍に石を投げて、軽機関銃の掃射で射殺されたのである。この実話はそのままアンナ・マニャーニのエピソードで活かされている。
レジスタンスの指導者のモデルはチェレステ・ネガルヴィル、ゲシュタポ隊長ベルクマン少佐は、タッソー通りにあったゲシュタポ本部のカプラー隊長とローマ駐屯ドイツ軍のドルマン司令官の複合人物である。
初めシナリオは、3つのエピソードから構成されることになっていた。対独レジスタンスに協力する司祭のエピソード、ドイツ軍に射殺される妊婦のエピソード、そしてコミュニストの指導者のエピソードである。しかし、まもなく、この3つのエピソードは1つの物語に融合した。
『無防備都市』のシナリオには若き日のフェデリコ・フェリーニも加わった。当時24歳のフェリーニは、この映画でドン・ピエトロ神父を演じた俳優、アルド・ファブリーツィが出演した映画のシナリオを何本も書いたことから起用された。ローマ解放後、フェリーニはGIを相手に風刺画や似顔絵を売り物にする「ファニー・フェイス・ショップ」で大儲けしていたところへ、ロッセリーニがシナリオへの参加を依頼しに来たのだ。
初めロッセリーニはこの映画に『昨日の物語』というタイトルを思いついた。そして、さらにプロデューサーのペッピーノ・アマートが「ローマ」をタイトルに付け加えたがって最終的に現在の原題になった（『無防備都市』の原題は「無防備都市、ローマ」）。
ロッセリーニは製作費の調達に苦労した。何人かのプロデューサーを当たった後、ポリート伯爵夫人が400万リラを提供してくれることになった。クランク・インして1週間後、撮影はストップし、ロッセリーニは、あちこちを駆けずり回って家畜業者、次いでフィレンツェの織物商のヴェントゥリーニからは1200万リラを投資してもらった。
そうこうするうちに奇蹟が起こった。ある日、映画の撮影現場に酔っぱらったアメリカ軍の軍曹が紛れ込んだ。その軍曹はロット・ガイガーというハリウッドのプロデューサーらしかった。ガイガーは毎晩セットに通ってきて、熱心にこの映画のことを聞いた。そして数か月後、2万ドルで米国内の配給権を買った。

## 映画史での位置づけ
本作は、後のネオレアリズモの映画とは違い、オール・ロケ、素人俳優ではない。ゲシュタポ司令部、ドン・ピエトロ神父の部屋、マリーナの部屋はセットを建てて、人工照明のもとで撮影されている。また職業俳優も、アンナ・マニャーニャやアルド・ファブリーツィのようなど、当時の個性的なスターを起用している。しかし敗戦イタリアの現実を直視する実景主義、非職業俳優主義の方法論を確立させる要因となった。
この作品は次に撮ったネオレアリズモの傑作『戦火のかなた』と比べると、ずいぶんトーンが違う。『戦火のかなた』は、ドキュメンタリーの作者のような冷静な視線があり、『無防備都市』にはドラマティックで人間を間近で見るような態度が感じられる。また、『戦火のかなた』では非職業俳優を起用したのに対して個性的なスターを起用した『無防備都市』は人間が確かな存在感を持って迫ってくる。『無防備都市』はまず何よりも戦時下の緊迫した状況下の人間ドラマなのである。
7歳の息子マルチェルロのいる寡婦のピーナ。彼女は他の大勢の人々とパン屋を襲撃してパンをせしめるようなたくましいローマの女だ。そしてレジスタンスの軍資金を運搬したり、敵の脱走者に偽の身分証明書を渡して匿うドン・ピエトロ神父。初めは子供たちとサッカーをしているが、この場面で彼の気取りのない、人間味の溢れる人柄を知ることが出来る。彼は、この映画に唯一、ユーモアを添えている人物でもある。イデオロギー上の敵とも言える人間が手を結んでレジスタンス活動をする所にドイツ軍占領下の切迫した状勢が感じられる。
この映画のテーマが力強く打ち出されているのは、ゲシュタポでのマンフレーディの拷問のシーンである。ベルクマンは、一気にマンフレーディの口を割らせようと、部下に激しい拷問を命ずる。自信たっぷりの彼はマンフレーディが吐くと信じきっている。「もしマンフレーディが喋らなかったらイタリア人もドイツ人と対等ということになる。そして種族としての優劣の差、人間としての能力の差がないということになる。そうすればこの戦争の意味も失われる。」だが、別の将校は酒に酔って「人間の心までは支配できない。われわれのしていることは人殺しだ！」と言う。
マンフレーディは口を割らずに死ぬ。彼はイタリア人とドイツ人が対等で、いかなる暴力も人間の心までは支配できないということを身を以て示したのである。そして、ラストで処刑されるドン・ピエトロ神父も。ロッセリーニは、金網の向こうで神父の処刑をじっと見守る少年たちを描いている。少年たちは彼らなりに破壊活動というかたちでレジスタンスに加担している。ゲシュタポは躍起となって第二のマンフレーディやドン・ピエトロ神父を捕まえて処刑するに違いない。だが、彼らが死んでもいつか、この子供たちが後を継ぐだろうとロッセリーニはこの映画のラストで暗に示している。

## キャスティング
神父の役にファブリーツィを主張したのはアミティであった。当時人気があったファブリーツィは、シナリオを読んで気に入ったが、100万リラのギャラを要求した。ロッセリーニは何とかギャラを下げさせて出演を了承させた。マニャーニが演じたピーナ役には初め『郵便配達は二度ベルを鳴らす』に出演したクララ・カラマイが候補に挙がった。しかし、カラマイは、ピーナが映画の途中で死んでしまうのでこの役を断った。戦前からの人気スター、アッシャ・ノリスも候補に挙がったが彼女は庶民の女の役に適していなかった。こうして当時、レヴューの舞台で大成功を収めていたマニャーニが40万リラで契約された。
マンフレーディ役のマルチェッロ・パリエーロは、ロッセリーニの学友で戦中、脚本家・監督として活躍していた。マンフレーディを裏切るマリーナ役のマリア・ミーキは、脚本家のアミディのガールフレンドでこの映画でデビューし、『戦火のかなた』でも起用される。残忍なファシスト役のハリー・ファウストは、マニャーニの舞台に関係していたオーストリア出身のダンサーであった。

## 公開後の反応
1945年9月末、『無防備都市』はローマのクィリーノ劇場での戦後初の映画祭で上映された。観客の反応は冷たく、批評家はかなり厳しい反応を示した。そしてマニャーニやファブリーツィのようなスターが出ているにもかかわらず配給会社はなかなか決まらなかった。結局ミネルヴァ・フィルムが、その頃、この映画の唯一の所有権者になっていた織物商ヴェントゥリーニに10万リラ支払ってフィルムの権利を得た。こうして一般公開された『無防備都市』はイタリアで1945年から1946年にかけての興収ベスト・ワンにランクされた。アメリカでの成功が本国のイタリアやヨーロッパにも伝わり、この作品の価値が見直されたせいである。パリの劇場の前には長い列が出来た。オットー・プレミンジャー監督は「映画の歴史は二分される。『無防備都市』以前と以後だ。」と言ったといわれる。

## 主な受賞歴
- カンヌ映画祭

特別賞
- アカデミー脚色賞ノミネート

セルジオ・アミデイ、フェデリコ・フェリーニ
- ニューヨーク映画批評家協会賞

外国語映画賞
- ナショナル・ボード・オブ・レビュー

外国語映画賞
最優秀主演女優賞:アンナ・マニャーニ